# 關廟區

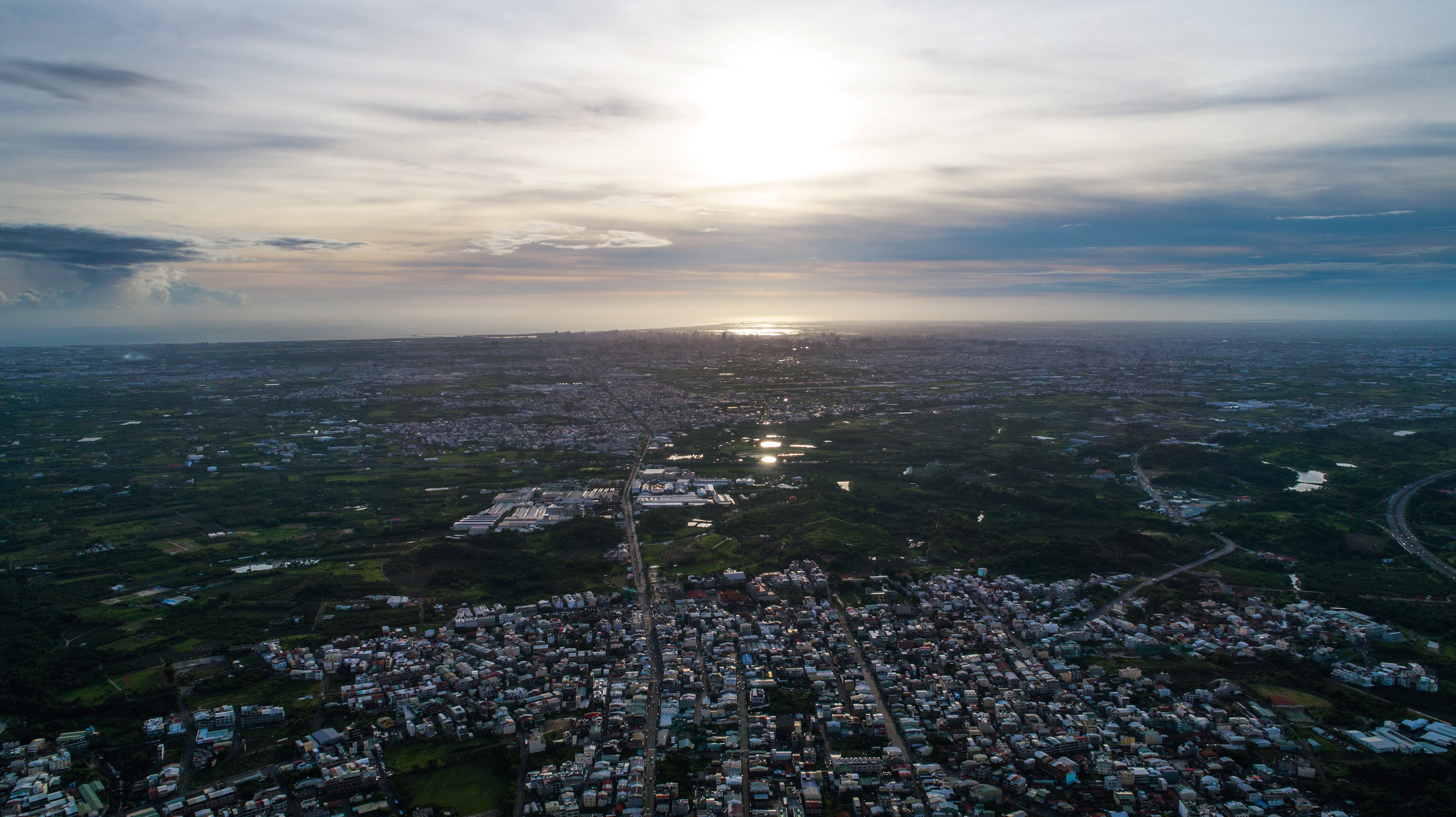
由關廟大潭埤公園上方往西俯瞰關廟地區

22°57′47″N 120°19′40″E / 22.962971°N 120.327805°E
關廟區，舊稱「關帝廟街」，前身「關廟鄉」，位於臺灣臺南市南端，北臨新化區，東鄰龍崎區，西鄰歸仁區，南接高雄市阿蓮區、田寮區。本區位於嘉南平原與新化丘陵的交界處，地勢三面較高，僅西面較低，多為丘陵地形，北方有屬鹽水溪支流的許縣溪流過，南方則屬二仁溪流域，氣候上屬熱帶季風氣候。

## 歷史
關廟區早期原為平埔族西拉雅族新港社的舊墾地，在明鄭時期因漢人自臺江內海（今安平區），溯航新港溪（今鹽水溪），及其上游許縣溪（今之許縣溪）進入新豐里，墾荒聚落稱香洋社（明鄭氏臺灣軍備圖記內之小香洋民社），而被迫移至今日的龍崎區（舊名『番社』）方面（今牛埔、大坪二村）。1718年(清康熙57年)，先民在此設立「山西堂」，主祀關聖帝君，廟堂一帶便俗稱為「廟街仔」，也稱為「關帝廟街」。1920年臺灣地方改制，將此地易名為「關廟」，設「關廟」，劃歸臺南州新豐郡管轄，戰後改設臺南縣關廟鄉，2010年12月25日改稱關廟區。

## 人口
根據臺南市歸仁戶政事務所統計，2024年底關廟區戶數約1.2萬戶，人口約3.3萬人，區內人口最多與最少的里分別是花園里與下湖里，2024年底兩里人口分別為3,908人與469人。

## 政治

### 歷任首長

#### 鄉長
| 屆次 | 姓名   | 備註 |
| ---- | ------ | ---- |
| 1    | 林竹圍 |      |
| 2    | 林竹圍 |      |
| 3    | 胡大春 |      |
| 4    | 林竹圍 |      |
| 5    | 王金墜 |      |
| 6    | 王金墜 |      |
| 7    | 張文凱 |      |
| 8    | 張文凱 |      |
| 9    | 何宣勇 |      |
| 10   | 何宣勇 |      |
| 11   | 王照明 |      |
| 12   | 楊敬昌 |      |
| 13   | 楊敬昌 |      |
| 14   | 張憲堂 |      |
| 15   | 張憲堂 |      |

#### 區長
| 任次 | 姓名   | 備註 |
| ---- | ------ | ---- |
| 1    | 盧振義 |      |
| 2    | 王素珠 |      |
| 3    | 李賢村 |      |
| 4    | 陳必成 |      |

### 區政組織
關廟區公所是臺南市政府在關廟區的派出機關，在中華民國政府架構中為市政府綜理區政的執行機關，上級業務監督機關為臺南市政府。区长由市長任命，其任期為無任期保障。在區長及主任秘書之下，設有4課3室等7個內部單位。

### 行政區
現今關廟區行政範圍的確立，來自於1920年，日本將臺彎十二廳改為五州二廳，設關廟庄屬臺南州新豐郡:16－17。關廟庄轄埤子頭、下湖、新埔、關廟、五甲、深坑子、布袋尾、龜洞等8個大字。1945年，改為「關廟鄉」，屬臺南縣新豐區:17。1950年，裁撤區署，關廟鄉改直隸於臺南縣。2010年12月25日，臺南縣市合併改制為直轄市，關廟鄉改制為市轄區「關廟區」，隸屬臺南市。
| 關廟區行政區劃 |        |      |        |      |        |
|                |        |      |        |      |        |
| 編號           | 里名   | 編號 | 里名   | 編號 | 里名   |
| 1              | 埤頭里 | 2    | 下湖   | 3    | 新埔里 |
| 4              | 北勢里 | 5    | 新光里 | 6    | 花園里 |
| 7              | 香洋里 | 8    | 山西里 | 9    | 關廟里 |
| 10             | 松腳里 | 11   | 東勢里 | 12   | 五甲里 |
| 13             | 深坑   | 14   | 布袋   | 15   | 龜洞   |

2018年進行里鄰調整，在1月29日進行布袋里、深坑里之間，以及埤頭里、下湖里之間的里界調整。4月30日，將原本的北花里與南花里整併成「花園里」，田中里與龜洞里整併成「南雄里」。
2022年1月1日南雄里更名為「龜洞里」。

## 教育

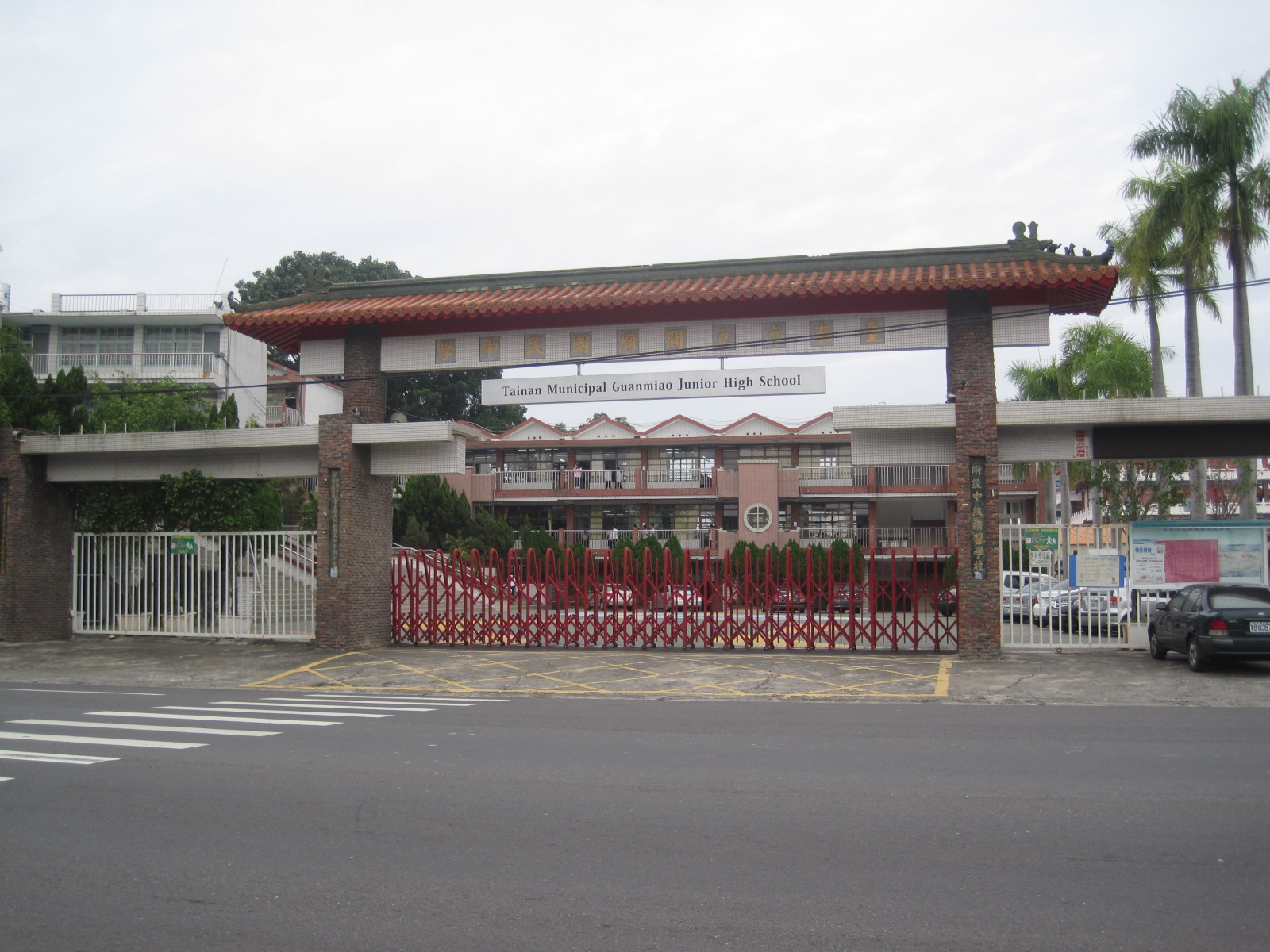
關廟國中校門口

### 國民中學
- 臺南市立關廟國民中學 （页面存档备份，存于）

### 國民小學
- 臺南市關廟區關廟國民小學
- 臺南市關廟區五甲國民小學
- 臺南市關廟區保東國民小學
- 臺南市關廟區深坑國民小學
- 臺南市關廟區文和實驗小學 （页面存档备份，存于）
- 臺南市關廟區崇和國民小學 （页面存档备份，存于）
- 臺南市關廟區新光國民小學 （页面存档备份，存于）

## 交通

關廟公路地圖

### 高速公路
- 國道三號（福爾摩沙高速公路）
  - 關廟交流道（357）
  - 關廟服務區（364）

### 公路
- 台19甲線：新化區 - 關廟區 - 阿蓮區
- 台86線-東西向快速道路（臺南－關廟線）
  - 關廟交流道（20）
- 市道182號：歸仁區 - 關廟區 - 龍崎區

### 捷運
台南捷運：藍線(預計2028年通車)

### 客運

#### 大台南公車
| 編號   | 路線                                           | 營運單位          | 備註                                                                                       |
| ------ | ---------------------------------------------- | ----------------- | ------------------------------------------------------------------------------------------ |
| 綠16   | 新化－關廟轉運站－關廟國中                     | 興南客運          | - 首班車延駛至歸仁區公所(中正北路)。 - 部分班次延駛至高鐵台南站。 - 部分班次繞駛統一花園。 |
| 紅幹線 | 安平工業區－仁德－歸仁－關廟轉運站             | 興南客運          | - 部分班次延駛至龍崎。 - 部分班次繞駛新豐高中、歸仁國中。                                  |
| 紅1    | 臺南轉運站－太子廟－關廟轉運站                 | 興南客運          |                                                                                            |
| 紅2    | 臺南轉運站－大灣－上崙子－關廟轉運站           | 興南客運          | - 首班車延駛至西門健康立體停車場。 - 07:05西門健康立體停車場發車班次繞駛中華醫大。         |
| 紅3    | 臺南轉運站－台南航空站－高鐵台南站－關廟轉運站 | 興南客運          | - 部分班次繞駛文賢德成路口、長榮大學。                                                     |
| 紅10   | 關廟轉運站－永康火車站－奇美醫院               | 興南客運          | - 部分班次繞駛烏竹里、大灣高中。                                                           |
| 紅11   | 關廟國中－關廟轉運站－新光里－牛埔農塘         | 興南客運 皇冠交通 | - 12班次使用小黃公車營運。                                                                 |
| 紅12   | 關廟國中－關廟轉運站－烏山頭                   | 皇冠交通          | - 全線使用小黃公車營運。                                                                   |
| 紅13   | 關廟轉運站－布袋－阿蓮                         | 興南客運 皇冠交通 | - 2班次使用小黃公車營運。                                                                  |
| 紅14   | 關廟轉運站－高鐵台南站－長榮大學               | 興南客運          | - 部分班次繞駛沙崙綠能宅。                                                                 |

#### 公路客運
| 編號 | 路線                               | 營運單位 | 備註 |
| ---- | ---------------------------------- | -------- | ---- |
| 8050 | 臺南火車站－關廟轉運站－旗山轉運站 | 高雄客運 |      |

### 公共自行車
臺南市YouBike 2.0於2023年2月23日正式營運，截至2024年8月2日於關廟區內設置7處站點。

## 旅遊

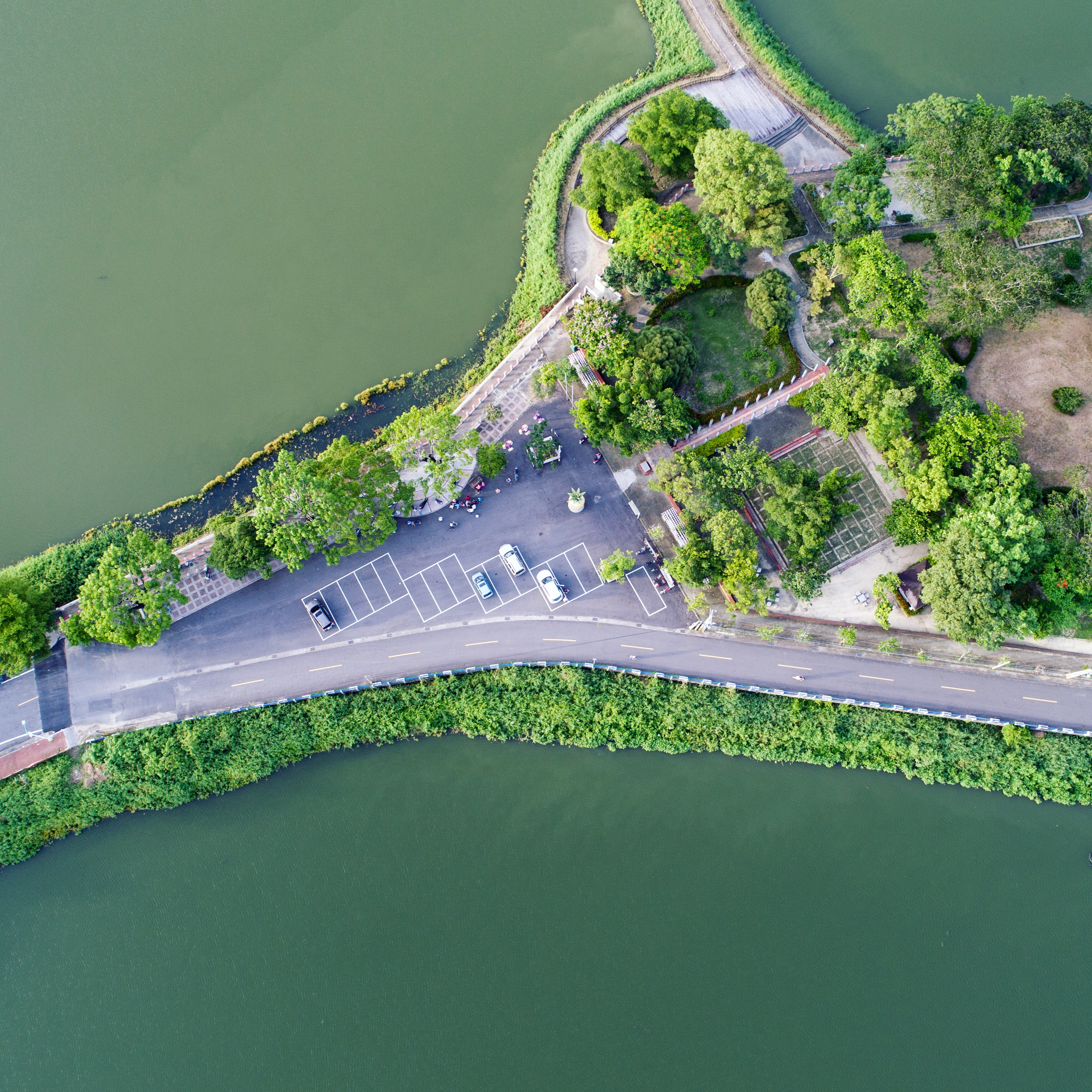
關廟大潭埤公園

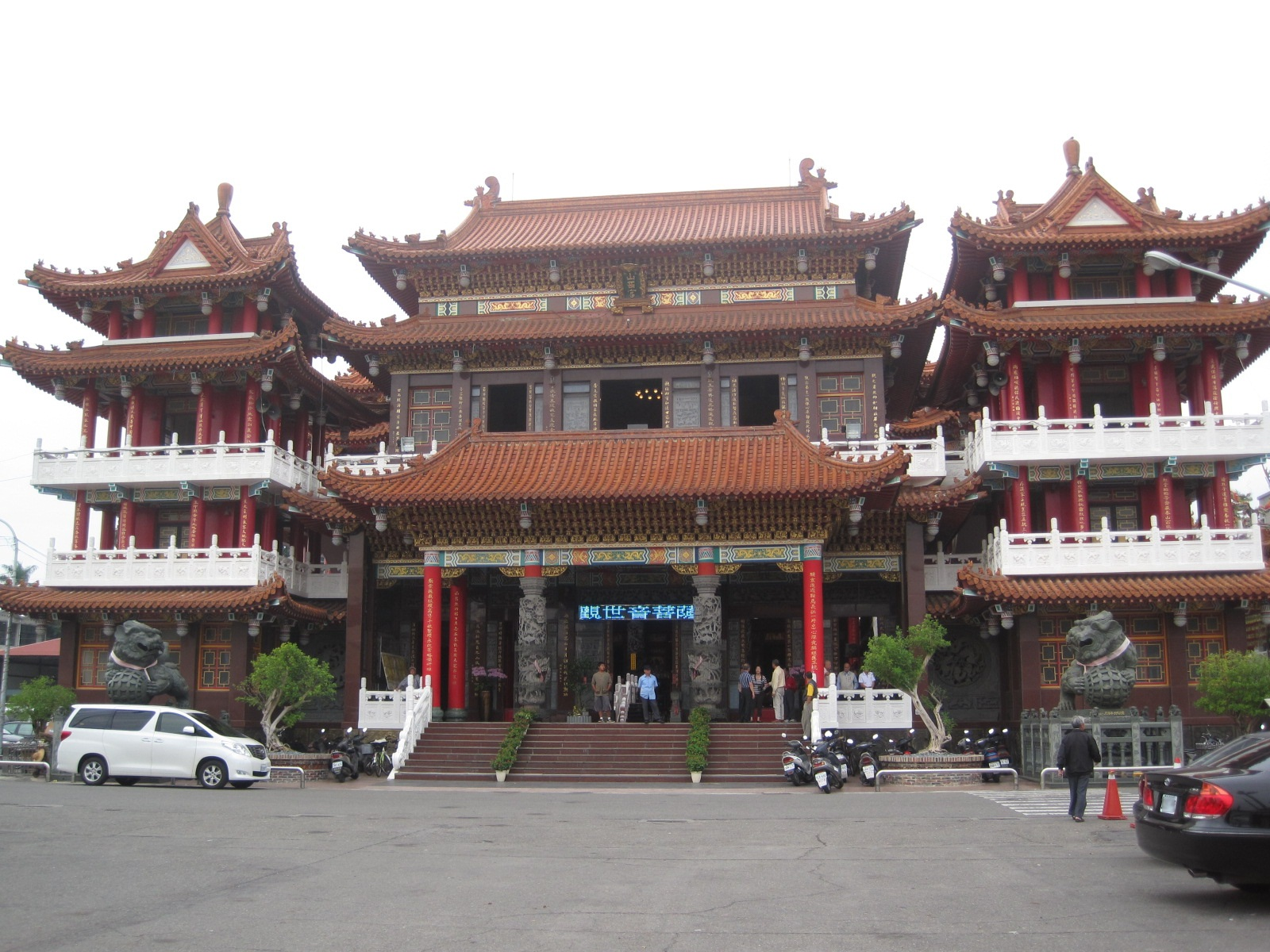
山西宮

### 自然
- 關廟五甲公園
- 關廟森林公園
- 大潭埤旺萊公園(香洋春耨)

### 人文
- 鐵線橋
- 方家宗祠
- 南一高爾夫球場
- 關廟新光里彩繪村
- 國道三號關廟服務區

## 宗教信仰

### 民間信仰
龜洞、田中央、沓溪、布袋尾
- 龜洞福安堂
- 龜洞三坪宮
- 田中三平宮
- 田中聖帝殿
- 沓溪保安宮
- 布袋尾代清府

布袋、深坑、打鹿洲、草埤
- 布袋清水寺
- 深坑山西宮
- 打鹿洲萬善公媽祠
- 無極混元玄樞院
- 西台慈惠堂

關廟、五甲、松子腳、香洋、北勢、東勢、花園仔、新埔
- 關廟山西宮
- 關廟定安宮
- 隙仔口玄武殿
- 松腳聖母廟
- 關廟五甲壇
- 四甲福德祠
- 香洋里觀音寺
- 花園仔上帝公壇
- 北勢代天府
- 新埔代天府
- 新埔佛祖壇

牛稠埔、嗊哩(北寮、南寮)、咬狗溪、許厝湖
- 九天宮
- 新光代天府
- 咬狗溪池王府

埤子頭、下湖
- 埤頭關帝廟
- 埤頭北極殿
- 下湖關帝廟

### 基督教信仰
- 台灣基督長老教會 新豐教會
- 臺南市召會 關廟區會所

### 佛教信仰
- 千佛山菩提寺
- 妙法禪寺
- 淨和禪寺
- 二龍山無極金鑾寶殿
- 光明寺

## 特產

#### 關廟三寶(新舊之分)
關廟舊三寶
- 蔗糖、竹細工、藤器[7]:40、41、44

關廟新三寶
- 鳳梨、竹筍、關廟麵[7]:47

其他
- 土鳳梨酥
- 關廟粿仔

## 外部連結
- 關廟區公所 （页面存档备份，存于）
- 關廟圖書館 （页面存档备份，存于）